# Cololejeunea oblongiperianthia
Cololejeunea oblongiperianthia là một loài Rêu trong họ Lejeuneaceae. Loài này được (P.C. Wu & J.X. Luo) Piippo mô tả khoa học đầu tiên năm 1990.